# Acontia caloris
Acontia caloris là một loài bướm đêm trong họ Noctuidae.